# اتل‌استون، استرالیای جنوبی
اتل‌استون (به انگلیسی: Athelstone) یک حومه شهر در استرالیا است که در استرالیای جنوبی واقع شده‌است.